# Вринд
Вринд (1643 — 1723) — индийский святой и поэт, творивший на языке хинди из Марвара (ныне в Раджастхане). Он был важным поэтом ритикалского периода литературы на хинди, известен своими стихами об этике (Нити) и наиболее известен своей работой Нитисацай (1704 г.), сборником из 700 афоризмов. Он был гуру Раджа Сингха (годы правления 1706–1748), правителя Кишангарха, где он был придворным поэтом.
Подобно творчеству его современников, Мати Рама, Раснидхи и Рама Сахая, его поэзия доха была в основном на диалекте брадж бхаша. На него сильно повлиял Бихари, известный поэт предыдущего поколения. Он был плодовитым поэтом и на протяжении всей своей карьеры работал на различных покровителей. Его известные работы включают дидактическую работу «Вринд сатсаи», «Шрингар шикша», «Бхава панчасика» («Пятьдесят стихов Бхавы»), «Рупак чаяника», «Аламкар сатсай» и «Хитопдеш натак», основанные на Хитопадеше, сборнике санскритских басен. «Шрингар шикша» (Наставление в страсти), трактат Найики Бхеды, был написан в 1691 году для видного мусульманского покровителя в Аджмере.
После службы в Кишангархе он переехал в Дели в 1673 году, где был нанят наставником Азим уш-Шана, сына Азам-шаха и внука императора Великих Моголов Аурангзеба. Позже Азим уш-Шан сменил своего отца и был большим энтузиастом поэзии на языке браджа, и со временем Азим уш-Шан стал покровителем Вринда. В 1697 году Азим уш-Шан был назначен губернатором Бенгалии; таким образом, Вринд тоже перебрался в Дакку. В этот период, в 1704 году он завершил свой самый известный труд «Нитисацай» («Семьсот стихов этики»).

## Произведения
- Nitisatsai (1704)
- Vrind Satsai
- Shringar shiksha (1691)
- Bhava panchasika
- Rupak chayanika
- Alamkaar satsai
- Hitopadesh natak